# Passiflora azeroana
Passiflora azeroana är en passionsblomsväxtart som beskrevs av Uribe. Passiflora azeroana ingår i släktet passionsblommor, och familjen passionsblomsväxter. Inga underarter finns listade i Catalogue of Life.